# 1948年の日本
1948年の日本（1948ねんのにほん）では、1948年（昭和23年）の日本の出来事・流行・世相などについてまとめる。

## 他の紀年法
日本では、西暦の他にも以下の紀年法を使用している。なお、以下の紀年法は西暦と月日が一致している。
- 元号
  - 昭和23年
- 神武天皇即位紀元
  - 皇紀2608年
- 干支
  - 戊子（つちのえ ね）

## 在職者
- 連合国軍最高司令官総司令部: ダグラス・マッカーサー
- 天皇: 裕仁
- 内閣総理大臣:
  - 1月1日から3月10日まで片山哲（日本社会党）
  - 3月10日から10月15日まで芦田均（民主党）
  - 10月15日から12月31日まで吉田茂（民主自由党）
- 内閣官房長官: 
  - 1月1日から3月10日まで西尾末廣（日本社会党）
  - 3月10日から10月15日まで苫米地義三（民主党）
  - 10月15日から12月31日まで佐藤栄作（民主自由党）
- 最高裁判所長官: 三淵忠彦
- 衆議院議長:
  - 1月1日から12月23日まで松岡駒吉（日本社会党）
  - 12月24日から12月31日まで空席
- 参議院議長: 松平恆雄（緑風会）
- 国会: 第2回（常会: - 7月5日）、第3回（臨時会: 10月11日 - 11月30日）、第4回（常会: 12月1日 - 12月23日）

## できごと

### 1月
- 1月1日 - 二重橋を開放し、国民一般参賀（23年ぶり）
- 1月2日 - 民衆芸術劇場第1回公演「破戒」（有楽座）
- 1月4日 - 日米国際電話再開
- 1月5日 - 名鉄瀬戸線旭前〜大森間で脱線事故（死者35名・重軽傷154名）
- 1月6日 - ロイヤル米陸軍長官が「日本を共産主義に対する防壁にする」と声明
- 1月12日 - 夜、東京都新宿区でみかん箱を運ぶ葬儀屋に警官が事情聴取を行い、箱の中から嬰児5人の死体が発見された。これにより、産院を経営する夫婦が乳児84名を殺害し、養育費や配給品を着服した事件が発覚。（夫婦の逮捕は15日）
- 1月13日 - 平野力三前農相が公職追放。
- 1月16日 - 1945年6月1日に廃止された大沼電鉄が再開業。
- 1月20日 - 静岡鉄道中遠線新三俣駅 - 池新田駅間開業。
- 1月26日 - 帝国銀行椎名町支店に医員を装った男が現れ、赤痢の予防薬と偽って毒物を飲ませ、現金16万4000円を奪った。このため行員12名が死亡した[1]。
- 1月28日 - 関西汽船女王丸が瀬戸内海で触雷沈没（死者22名・行方不明161名）

### 2月
- 2月10日 - 片山内閣が総辞職した。（日本社会党内の対立）[2]
- 2月11日 - 地方自治体警察発足
- 2月12日 - 極東委員会が日本非武装化指令を採択
- 2月15日 - 法務庁設置（司法省廃止）
- 2月18日 - 高松琴平電気鉄道琴平線片原町駅 - 琴電高松駅間開業。
- 2月20日 - 食料配給公団発足
- 2月21日 - 衆議院が芦田均を参議院が吉田茂を首相に指名
- 2月23日 - 松岡駒吉衆議院議長が首相指名について衆議院の優越を宣告
- 2月25日 - 大阪中央郵便局で24時間同盟罷業。
- 2月26日 - 総理庁全焼

### 3月
- 3月1日 - 理化学研究所が株式会社として発足（社長仁科芳雄）
- 3月6日 - 警視庁公認の自動車学校の第1号「三田自動車訓練所」オープン
- 3月7日
  - 国家消防庁設置
  - 新警察制度発足
  - 警察大学校設立
- 3月10日 - 芦田内閣成立
- 3月11日 - 九州大学生体解剖事件の軍事裁判開廷（横浜軍事法廷、判決8月27日）
- 3月12日 - 最高裁判所大法廷（塚崎直義裁判長）は、1946年に広島県佐伯郡吉和村で発生した尊属殺・殺人・死体遺棄事件の21歳の被告人に対し、死刑制度は日本国憲法第36条で禁じられた「残虐な刑罰」には該当せず新憲法下でも合憲として、死刑判決を言い渡す。
- 3月16日 - 経団連初代会長に石川一郎が就任
- 3月16日 - 日本新聞協会が編集権声明を発表
- 3月21日 - 第1回NHKのど自慢全国コンクール優勝大会開催（共立講堂）
- 3月31日 - 近鉄奈良線の大阪（上本町）行き急行電車が生駒トンネル内を走行中にブレーキが故障して暴走し、河内花園駅で先行の電車に追突。49人が死亡、282人が負傷。

### 4月
- 4月1日 - 新制高等学校発足
- 4月3日
  - 日本考古学協会設立
  - 大阪市営地下鉄御堂筋線支線（現・Osaka Metro四つ橋線）が複線運転開始
- 4月4日 - 浜松事件、闇市をめぐって朝鮮人、的屋、浜松市警が抗争、銃撃戦となりMPが出動
- 4月8日 - 東宝争議: 渡辺銕蔵社長ら経営陣が砧撮影所従業員を大量解雇
- 4月10日 - 富山地方鉄道高岡軌道線（現在の万葉線高岡軌道線およびのちの加越能鉄道伏木線）が開業。
- 4月15日 - 東宝争議: 組合の生産管理による映画製作始る
- 4月23日～26日 - 阪神教育事件（朝鮮人学校事件）、朝鮮学校閉鎖令に反対して大阪府庁や兵庫県庁を暴力で占拠、アメリカ軍も出動、非常事態宣言
- 4月27日 - 福島県信夫郡庭坂村の奥羽本線赤岩駅 - 庭坂駅間で走行中の列車が脱線転覆。乗務員3人が死亡。脱線地点付近の線路継目板2枚、ボルト4本、犬釘6本が抜き取られていたことが判明したが、故意の列車妨害かどうかは明らかにならなかった。
- 4月28日 - 夏時刻法公布施行（5月2日から初適用）

### 5月
- 5月1日
  - 海上保安庁設置
  - 軽犯罪法公布（施行2日）
  - 東京消防庁独立
  - 琉球銀行設立
  - 美空ひばりが歌手デビュー
- 5月2日 - 日本初のサマータイム実施
- 5月9日 - インド洋から礼文島にかけて金環食が発生した。[3]
- 5月10日 - 石炭庁発足
- 5月12日 - 厚生省が母子手帳を配布開始
- 5月13日 - GHQ：闘牛を禁止
- 5月22日 - 東京で、ガールスカウト復活のための準備委員会が発足。
- 5月25日 - 昭和電工事件: 警視庁が物価統制令違反の容疑で昭和電工を取調べ

### 6月
- 6月：古橋広之進が日・立・明3大学対抗の800メートル自由形で9分46秒6の世界新記録を出す。[4]
- 6月1日
  - ロッテ設立（創業者は重光武雄）
- 6月11日 - 日本鉱業佐賀関鉄道が旅客営業を開始。
- 6月12日 - 志和堀村両親殺害事件
- 6月13日 - 太宰治が愛人の山崎富栄と共に玉川上水で入水自殺。
- 6月19日 - 国会両院で教育勅語排除を決議
- 6月23日
  - 昭和電工の社長が政官界に運動資金を配り、逮捕された。[5] 
  - 青森県五所川原町の特殊飲食店で香具師と朝鮮人が乱闘。
- 6月28日 - 福井県の九頭竜川下流域を震源とするマグニチュード7.1の地震が発生した（死者3769名）[6]。
- 6月29日 - 伊藤ハム設立（当時の社名は伊藤ハム栄養食品）

### 7月
- 7月1日
  - 水産庁発足
  - 国鉄で戦後初の白紙ダイヤ改正
- 7月3日 - GHQ: 競輪開催を許可（初開催11月20日）
- 7月5日 - 教育委員会法が成立した。[7]
- 7月10日
  - 建設省発足（建設院から改称）
  - 風俗営業取締法公布
- 7月12日 - 警察官職務執行法施行
- 7月13日 - 優生保護法公布
- 7月15日 - GHQ: 新聞社・通信社の事前検閲を事後検閲に切換える
- 7月20日 - 国民の祝日に関する法律公布施行（初適用は9月23日）
- 7月22日 - マッカーサーが争議禁止のための公務員法改正を要請
- 7月23日 - エイデンの前身となる栄電社創立（1955年株式会社化）
- 7月29日 - 政治資金規正法公布施行
- 7月30日 - マッカーサー書翰による政令201号公布実施：公務員の争議権・団体交渉権を否認

### 8月
- 8月1日 - 神戸新聞社から「デイリースポーツ」創刊。
- 忠犬ハチ公銅像再建除幕式
- 8月17日 - 日本初のプロ野球ナイターが横浜ゲーリック球場で開催（巨人対中日）。
- 8月19日 - 東宝争議: 籠城中の砧撮影所に仮処分執行: 米軍戦車なども出動
- 8月20日 - 水島工業都市開発が岡山県倉敷市内で保有する専用鉄道を地方鉄道として開業（現在の水島臨海鉄道水島本線）。
- 8月27日 - 九州大学生体解剖事件の軍事裁判判決（絞首刑5名）
- 8月29日 - ヘレン・ケラーが1937年以来2度目の来日
- 8月31日 - エステー設立（当時の社名はエステー化学工業所）

### 9月
- 9月6日 - 静岡鉄道駿遠線地頭方駅 - 池新田駅間開業。静岡鉄道藤相線と中遠線が一本の路線となり駿遠線に改称。
- 9月16日 - 配給制だったマッチが8年ぶりに自由販売になる[8]
- 9月18日 - 全日本学生自治会総連合（全学連）結成
- 9月20日 - 暮しの手帖創刊
- 9月24日 - 本田技術研究所をもとに本田技研工業が設立される。
- 9月28日 - 日本人身保護法施行
- 9月30日 - 昭和電工事件：栗栖赳夫経済安定本部長官逮捕

### 10月
- 10月1日
  - 警視庁が犯罪専用電話110番設置
  - 部落問題研究所創立
- 10月5日 - 初の教育委員選挙が実施された。[7]
- 10月6日 - 昭和電工事件にかかわった芦田内閣の西尾末広副総理大臣が逮捕される。[9]
- 10月7日 - 昭和電工事件により芦田内閣総辞職。[9]
- 10月11日 - 第3臨時国会召集（11月30日閉会）
- 10月12日 - 仙台市で北朝鮮国旗を持った一団がデモ行進し、米軍憲兵隊が6人検挙。
- 10月15日 - 第2次吉田内閣成立。

### 11月
- 11月1日
  - 教育委員会発足
  - 日本鉄鋼連盟発足
- 11月3日 - 初めての文化の日。
- 11月12日 - 東京裁判の判決が下る[10]。A級戦犯 死刑7名、無期禁固16名、有期禁固2名、免訴3名。
- 11月13日 - 大日本体育協会が日本体育協会と改称
- 11月16日 - 小平事件：最高裁が上告棄却し死刑確定
- 11月20日 - 福岡県小倉市に小倉競輪場が開設され、競輪が初めて開催される。
- 11月22日 - 田中栄一警視総監が上野恩賜公園を視察中に男娼ら30人に殴打される
- 11月23日 - 第1回全日本合唱コンクール開催（共立講堂）
- 11月30日 - 国家公務員法改正公布。[11]

### 12月
- 12月1日
  - 第4国会開会（12月23日解散）
  - 松竹新喜劇結成
- 12月2日 - 労働者農民党結成
- 12月3日 - 国家公務員法改正公布施行（罷業禁止）
- 12月7日 - 昭和電工事件：芦田均元首相らを逮捕
- 12月8日 - 人事院発足
- 12月9日 - 宇部事件、逮捕された朝鮮人を奪還しようとして警察と衝突
- 12月13日 - 泉山三六蔵相が国会で乱酔し婦人議員に戯れる（酒乱事件）
- 12月14日 - 泉山蔵相が引責辞任・議員辞職
- 12月22日 - 議場内粛正に関する決議可決
- 12月23日
  - 第2次吉田内閣に対する内閣不信任案が可決され衆議院解散。与野党が打ち合わせた上での解散となったため「馴れ合い解散」と呼ばれた。
  - 東京裁判で死刑を言い渡されていた東條英機、広田弘毅などA級戦犯7人に対する絞首刑が巣鴨プリズンで執行される。
- 12月24日 - GHQ: 岸信介・安倍源基ら戦犯容疑者17名の釈放を発表
- 12月26日 - 高松琴平電気鉄道琴平線高松築港駅 - 片原町駅間開業。国鉄高松駅近隣に高松築港駅が開設される。
- 12月29日 - 象印マホービン設立（創業は1918年5月）
- 12月30日
  - 昭和電工事件の特捜部が解散する。
  - 熊本県人吉市で祈祷師夫婦が殺害されその娘2人が負傷し現金が奪われる事件が発生。この事件の被疑者として逮捕された人物はのちに死刑判決を出されたが、冤罪として長年にわたって争われ、1983年7月15日に再審で無罪が確定した。
- 12月31日
  - NHK鹿児島放送局でラジオ第2放送が開局
  - 阪急北野線がこの日限りで休止。

### その他の事件
- 1月27日：平野事件
- 2月：サンデー娯楽事件
- 2月：清水局事件
- 4月7日：浦和事件
- 4月4日：浜松事件 (抗争事件)
- 4月14日から26日：阪神教育事件
- 4月27日：庭坂事件
- 6月12日：志和堀村両親殺害事件
- 6月23日：五所川原抗争事件
- 7月31日：政令201号事件
- 8月7日：本庄事件
- 10月：会津破蔵事件
- 10月11日：おせんころがし殺人事件
- 10月13日：山崎首班工作事件
- 11月29日：幸浦事件
- 12月9日：宇部事件
- 12月13日：国会キス事件
- 京都・島根ジフテリア予防接種事件
- 炭鉱国管疑獄

## 文化と芸術

### 出版

#### 文学
- 1948年の文学
  - 芥川賞 中断
  - 直木賞 中断
  - ベストセラー
    - 太宰治『斜陽』
    - 吉川英治『新書太閤記』

### 演劇
宝塚歌劇団

### 映画
- 醉いどれ天使（監督：黒澤明）

## スポーツ
- 1948年のスポーツ

相撲
- 大相撲（幕内最高優勝）
  - 夏場所 東富士謹一
  - 秋場所 増井山大志郎

野球
- 4月1日から6日：第20回選抜高等学校野球大会
- 8月1日から9日：第19回都市対抗野球大会
- 8月13日から20日：第30回全国高等学校野球選手権大会
- 1948年の日本プロ野球
  - 1948年の大阪タイガース
  - 1948年の急映フライヤーズ
  - 1948年の金星スターズ
  - 1948年の大陽ロビンス
  - 1948年の中日ドラゴンズ
  - 1948年の南海ホークス
  - 1948年の阪急ブレーブス
  - 1948年の読売ジャイアンツ

サッカー　⚽️

### 総合競技大会
- 第3回国民体育大会 (福岡国体)

## 誕生

### 1月
- 1月1日 - 阿野鉱二、元プロ野球選手
- 1月1日 - 栗崎日出男、プロ野球選手
- 1月2日 - 岡本信人、俳優
- 1月2日 - 竜崎孝路、作曲家、編曲家
- 1月2日 - 福田和子、元服役囚（+ 2005年）
- 1月2日 - 川崎徹、CMディレクター
- 1月2日 - 鏡明、SF作家、翻訳家、評論家、広告ディレクター
- 1月2日 - 神保史郎、小説家、漫画原作者（+ 1994年）
- 1月3日 - 末永吉幸、元プロ野球選手
- 1月3日 - 荻原久男、プロ野球選手
- 1月4日 - 岡崎彰、天文学者
- 1月4日 - 長井繁夫、元プロ野球選手
- 1月4日 - 大潮憲司 - 元大相撲力士（+ 2024年）
- 1月4日 - 松原良明、プロ野球選手（+ 1988年）
- 1月5日 - 高橋三千綱、作家（+ 2021年）
- 1月5日 - 永田博丈、俳優
- 1月7日 - 水木一郎、アニメソング歌手、声優（2代目うたのおにいさん）（+ 2022年）
- 1月8日 - 淵上澄雄、元プロ野球選手（+ 2019年）
- 1月8日 - 木野花、女優・演出家
- 1月10日 - あおい輝彦、俳優・歌手
- 1月10日 - 山元二三男、プロ野球選手
- 1月11日 - 曽根泰教、政治学者
- 1月11日 - 輪島大士、大相撲第54代横綱（+ 2018年）
- 1月11日 - 連城三紀彦、小説家（+ 2013年[12]）
- 1月12日 - 塩見三省、俳優
- 1月13日 - 橋本祥路、作曲家
- 1月13日 - 相米慎二、映画監督（+ 2001年）
- 1月15日 -宮本悦朗、歌手、政治家
- 1月16日 - 堀内恒夫、元プロ野球選手
- 1月16日 - 有馬瑞香、声優
- 1月16日 - 小金丸満、元プロ野球選手
- 1月16日 - 須田哲夫、アナウンサー（フジテレビ）
- 1月16日 - かんべむさし、SF作家
- 1月16日 - 星セント、漫才師（星セント・ルイス）（+ 2004年）
- 1月18日 - 森山良子、シンガーソングライター
- 1月18日 - 笑福亭鶴光、落語家
- 1月19日 - 丘みつ子、女優
- 1月20日 - 加藤俊夫、元プロ野球選手
- 1月20日 - 小鳩くるみ、目白大学教授、元童謡歌手、タレント
- 1月22日 - たかの友梨、エステティシャン、実業家
- 1月22日 - 神本美恵子、政治家
- 1月24日 - 里中満智子、漫画家
- 1月24日 - 鴨川清、プロ野球選手
- 1月25日 - 前野曜子、歌手（+ 1988年）
- 1月25日 - 壤晴彦、俳優、声優
- 1月26日 - 馬飼野康二、作曲家
- 1月27日 - 阿天坊俊明、野球選手
- 1月29日 - 毛利衛、宇宙飛行士
- 1月29日 - 斎藤喜、プロ野球選手
- 1月30日 - 北原照久、玩具コレクター、ブリキのおもちゃ博物館館長
- 1月30日 - 柳ジョージ、ミュージシャン、元ザ・ゴールデン・カップス（+ 2011年）
- 1月30日 - 吉野彰、化学者、ノーベル化学賞受賞者
- 1月31日 - 鈴木宗男、政治家

### 2月
- 2月1日 - 中山麻理、女優（+ 2025年）
- 2月4日 - 三重ノ海剛司、大相撲第57代横綱・第10代日本相撲協会理事長、元武蔵川親方
- 2月4日 - 加橋かつみ、ミュージシャン、元ザ・タイガース
- 2月7日 - 岸川美好、演歌歌手
- 2月7日 - 出口修至、天文学者
- 2月8日 - 浅野史郎、前宮城県知事（1993年 - 2005年）
- 2月9日 - 富士櫻栄守、元大相撲力士、元中村親方
- 2月11日 - 桂宮宜仁親王、日本の皇族、三笠宮崇仁親王の二男（+ 2014年）
- 2月11日 - 渡海紀三朗、政治家
- 2月12日 - 相川進、プロ野球選手（+ 2010年）
- 2月13日 - 服部敏和、元プロ野球選手
- 2月13日 - 監物永三、元体操選手
- 2月15日 - 大古誠司、元バレーボール選手
- 2月16日 - 魁傑將晃、元大相撲力士、第11代日本相撲協会理事長、元放駒親方（+ 2014年）
- 2月16日 - 前田正博、陶芸家
- 2月17日 - 藤原伊織、作家（+ 2007年）
- 2月18日 - 鈴木康博、元オフコース
- 2月18日 - 山本一力、小説家
- 2月19日 - 財津和夫、シンガーソングライター、作曲家、俳優
- 2月20日 - 小山ゆう、漫画家
- 2月22日 - 都はるみ、演歌歌手
- 2月23日 - 月亭八方、落語家
- 2月26日 - 門田博光、元プロ野球選手（+ 2023年）
- 2月26日 - 河村健一郎、元プロ野球選手
- 2月26日 - 土田よしこ、漫画家
- 2月29日 - 赤川次郎、推理作家

### 3月
- 3月1日 - 團名保紀、財閥・美術史家（團伊玖磨の息子）
- 3月4日 - 順みつき、女優 （+ 2018年）
- 3月5日 - 軍司貞則、ノンフィクション作家
- 3月6日 - 安藤和津、エッセイスト・タレント
- 3月6日 - 宇津宮雅代、女優
- 3月7日 - 湊博昭、医学者、精神科医 （+ 2006年）
- 3月8日 - 篠ひろ子、女優
- 3月9日 - 来生えつこ、作詞家
- 3月10日 - 岡村定矩、天文学者
- 3月10日 - 大原和男、元プロ野球選手
- 3月13日 - 大和和紀、漫画家
- 3月14日 - 五木ひろし、歌手・作曲家・俳優
- 3月14日 - 山下末則、フリーアナウンサー
- 3月15日 - 堀井和人、元プロ野球選手
- 3月15日 - 川内雄富、プロ野球選手
- 3月18日 - 小川敏夫、政治家
- 3月19日 - 朱里エイコ、歌手（+ 2004年）
- 3月21日 - 上野正三、政治家
- 3月22日 - 山根基世、元アナウンサー
- 3月22日 - ジョニー広瀬、マジシャン
- 3月25日 - 橋本治、小説家 （+ 2019年）
- 3月26日 - いしだあゆみ、元歌手・女優（+ 2025年）
- 3月26日 - 櫻木健一、俳優・歌手
- 3月31日 - 古沢憲司、元プロ野球選手

### 4月
- 4月1日 - 木村有里、女優
- 4月3日 - 玉国光男、山口県立宇部商業高等学校野球部監督
- 4月5日 - 木原光知子、元水泳選手・元タレント・実業家・スイミングアドバイザー（+ 2007年）
- 4月6日 - 山本晴三、元プロ野球選手
- 4月8日 - 長戸大幸、音楽プロデューサー 音楽会社ビーインググループの創業者
- 4月9日 - 桜井憲、プロ野球選手
- 4月9日 - 保野洋一、政治家
- 4月10日 - 西村公一、元プロ野球選手
- 4月10日 - 保谷俊夫、プロ野球選手（+ 2010年）
- 4月11日 - 山本益博、落語評論家・料理評論家
- 4月12日 - 中田ボタン、漫才師
- 4月12日 - 桜井輝秀、元プロ野球選手
- 4月12日 - 金田たつえ、演歌歌手
- 4月12日 - 川畑和人、プロ野球選手
- 4月14日 - 木村裕一、絵本作家
- 4月15日 - ヨネスケ、落語家・タレント
- 4月15日 - 范文雀、女優（+ 2002年）
- 4月17日 - 山上烈、高校野球指導者
- 4月20日 - 北岡伸一、政治学者
- 4月20日 - 成重春生、元プロ野球選手
- 4月22日 - 田代みどり、歌手・女優
- 4月22日 - 長尾敏広、プロ野球選手
- 4月24日 - つかこうへい、劇作家 (+ 2010年)
- 4月24日 - 阿部知子、政治家、医師
- 4月24日 - 加藤英治、プロ野球選手
- 4月25日 - 千葉剛、プロ野球選手
- 4月27日 - 米山哲夫、元プロ野球選手
- 4月28日 - 水谷孝、元プロ野球選手

### 5月
- 5月2日 - 鮎川誠、ミュージシャン（+ 2023年）
- 5月5日 - 笹岡繁蔵、声優（+ 1998年）
- 5月5日 - 野口善男、プロ野球選手
- 5月6日 - 里見櫻風、書家
- 5月7日 - 西岡恭蔵、シンガーソングライター（+ 1999年）
- 5月11日 - 泉谷しげる、シンガーソングライター・俳優・タレント
- 5月11日 - 森忠明、詩人・童話作家
- 5月11日 - 千葉景子、弁護士・政治家
- 5月12日 - 下田逸郎、シンガーソングライター
- 5月15日 - 江夏豊、元プロ野球選手・野球解説者
- 5月15日 - 高橋二三男、元プロ野球選手
- 5月15日 - 上田清司、埼玉県知事
- 5月17日 - 高橋里志、元プロ野球選手（+ 2021年）
- 5月18日 - 加藤英夫、プロ野球選手
- 5月20日 - 玄田哲章、声優
- 5月20日 - 真理アンヌ、女優・タレント
- 5月21日 - 柳田真宏、元プロ野球選手、歌手
- 5月21日 - 三井マリ子、評論家
- 5月23日 - 大沢勉、プロ野球選手
- 5月23日 - 渡辺文人、高校野球指導者
- 5月24日 - 加藤秀司、元プロ野球選手・野球解説者
- 5月26日 - 黛ジュン、歌手・女優
- 5月29日 - 伊熊博一、プロ野球選手（+ 2010年）
- 5月30日 - ヒロ・ヤマガタ、画家
- 5月30日 - 田尻茂敏、元プロ野球選手

### 6月
- 6月2日 - 中村順二、プロ野球選手
- 6月5日 - 中屋敷哲也、俳優
- 6月5日 - 大津秀美、プロ野球選手
- 6月6日 - 奥柿幸雄、元プロ野球選手
- 6月9日 - 成田昇、プロ野球選手
- 6月10日 - 喜納昌吉、政治家・音楽家
- 6月11日 - ちあき哲也、作詞家(+ 2015年)
- 6月11日 - 上田文雄、政治家、弁護士、第9代札幌市長
- 6月14日 - 椎橋重、俳優・声優（+ 1998年）
- 6月14日 - 吉江喜一、元プロ野球選手
- 6月16日 - ねじめ正一、詩人・小説家
- 6月17日 - 深沢修一、元プロ野球選手
- 6月18日 - 三田誠広、小説家
- 6月19日 - あべ弘士、絵本作家
- 6月21日 - 都倉俊一、作曲家
- 6月22日 - 笹野高史、俳優
- 6月23日 - 新井昌則、元プロ野球選手
- 6月23日 - 二宮さよ子、女優
- 6月23日 - 大場隆広、プロ野球選手（+ 2016年[13]）
- 6月24日 - 中条博、プロ野球選手
- 6月25日 - 沢田研二、歌手、俳優、元ザ・タイガース
- 6月25日 - 高田文夫、放送作家
- 6月25日 - 誠直也、俳優
- 6月25日 - 荒川俊三、プロ野球選手
- 6月28日 - 石川賢、漫画家（+2006年）
- 6月28日 - 鈴木弘、プロ野球選手
- 6月29日 - 成田春男、調教師（ホッカイドウ競馬）
- 6月29日 - 矢部徳美、プロ野球選手

### 7月
- 7月2日 - 北瀬海弘光、元大相撲力士、元君ヶ濱親方
- 7月3日 - 岡村佳典、プロ野球選手
- 7月5日 - 内藤久、プロ野球選手
- 7月5日 - 本川貢、アマチュア野球指導者
- 7月6日 - 瀬川瑛子、歌手
- 7月6日 - 吉岡忍、ノンフィクション作家
- 7月7日 - 西村眞悟、政治家
- 7月7日 - 流敏晴、プロ野球選手（+ 2016年）
- 7月8日 - 山下司、プロ野球選手
- 7月9日 - エド山口、タレント
- 7月10日 - 筒井ともみ、脚本家、作家
- 7月10日 - 榎本直樹、プロ野球選手
- 7月12日 - 上野千鶴子、社会学者
- 7月12日 - 上田卓三、元プロ野球選手
- 7月13日 - 中山千夏、作家、タレント、元参議院議員
- 7月15日 - 上辻修、プロ野球選手
- 7月17日 - たかお鷹、俳優、声優
- 7月17日 - 篠原孝、政治家
- 7月19日 - 数原英一郎、実業家
- 7月20日 - 稲見哲男、政治家
- 7月21日 - 出射厚、FD (ファイル管理ソフト)の作者（+ 2004年）
- 7月22日 - 田母神俊雄、軍事評論家、元航空幕僚長
- 7月24日 - 青池保子、漫画家
- 7月25日 - ト字たかお、俳優
- 7月27日 - 浅野健一、ジャーナリスト
- 7月27日 - かわぐちかいじ、漫画家
- 7月28日 - 小池光典、彫刻家
- 7月28日 - 大瀧詠一、シンガーソングライター（+ 2013年）
- 7月28日 - 阿部幸代、政治家
- 7月29日 - 山田久志、元プロ野球選手、元プロ野球監督、野球解説者
- 7月29日 - 山際淳司、ノンフィクション作家（+ 1995年）
- 7月29日 - 小川賢太郎、ゼンショー創業者
- 7月29日 - 陽田浅吉、プロ野球選手
- 7月29日 - 島津佳一、プロ野球選手
- 7月29日 - 園田喜則、プロ野球選手 （+ 1989年）
- 7月30日 - 山口富夫、プロ野球選手
- 7月30日 - 斎藤芳明、プロ野球選手

### 8月
- 8月1日 - 吉川潮、演芸評論家、小説家
- 8月1日 - 浜口末男、カトリック教会聖職者（+ 2020年）
- 8月2日 - 矢沢正、元プロ野球選手
- 8月3日 - 杉原薫、経済学者
- 8月4日 - 打海文三、小説家（+ 2004年）
- 8月5日 - 小形利文、プロ野球選手
- 8月8日 - 前田美波里、女優
- 8月8日 - 山本幸三、政治家
- 8月8日 - 吉野正芳、政治家
- 8月10日 - 角野卓造、俳優
- 8月12日 - 石渡茂、元プロ野球選手
- 8月12日 - 中山孝一、元プロ野球選手
- 8月13日 - 長谷川時夫、音楽家
- 8月13日 - 林家パー子、タレント・落語家
- 8月19日 - 前川清、歌手
- 8月19日 - 柴田政人、元騎手
- 8月23日 - 宇田東植、元プロ野球選手
- 8月23日 - 津田英治、ナレーター（+ 2025年）
- 8月24日 - 山田太郎、歌手・馬主
- 8月25日 - きたろう、俳優・タレント
- 8月30日 - 井上陽水、シンガーソングライター
- 8月31日 - 志賀廣太郎、俳優（+ 2020年）

### 9月
- 9月1日 - 外山博、プロ野球選手
- 9月5日 - やまだ紫、漫画家（+ 2009年）
- 9月6日 - 伊東勇、プロ野球選手
- 9月7日 - 山本コウタロー、歌手・タレント・白鷗大学教授（+ 2022年）
- 9月10日 - 内館牧子、脚本家・作家
- 9月12日 - 岩崎忠義、元プロ野球選手
- 9月12日 - あがた森魚、フォークシンガー・シンガーソングライター
- 9月13日 - 中村均、調教師
- 9月13日 - 鳩山邦夫、政治家、衆議院議員（+ 2016年[14]）
- 9月14日 - 荒武康博、プロ野球選手
- 9月15日 - 河田潤一、政治学者
- 9月15日 - 大信田礼子、女優・歌手
- 9月17日 - 小宮山洋子、元衆議院議員・元アナウンサー
- 9月18日 - マック赤坂、スマイル党総裁
- 9月19日 - 三村敏之、元プロ野球選手・元プロ野球監督・野球解説者（+ 2009年）
- 9月25日 - 辻本章次、元プロボクサー・プロボクシング指導者
- 9月26日 - 柳沢きみお、漫画家
- 9月28日 - 大塚範一、キャスター・元アナウンサー
- 9月29日 - 高松秀恒、プロ野球選手（+ 2013年）
- 9月29日 - 内田俊一、建設官僚

### 10月
- 10月2日 - 稲葉光雄、元プロ野球選手・野球解説者（+ 2012年）
- 10月4日 - 上杉純雄、みちのく銀行会長
- 10月6日 - 望月充、元プロ野球選手
- 10月6日 - 横山たかし、漫才師（横山たかし・ひろし）（+ 2019年）
- 10月11日 - 西本明和、元プロ野球選手
- 10月12日 - 戸井十月、作家・ルポライター（+ 2013年）
- 10月12日 - 島田荘司、小説家、推理作家
- 10月16日 - 池尻勉、プロ野球選手
- 10月18日 - くろさわ博、歌手（寺内タケシとバニーズ、ヒロシ&キーボー）
- 10月19日 - 能見俊賢、作家（+ 2006年）
- 10月19日 - 岡田可愛、女優
- 10月20日 - 谷ナオミ、女優・映画監督
- 10月21日 - 長島吉邦、プロ野球選手
- 10月22日 - 美樹克彦、歌手・音楽プロデューサー
- 10月22日 - 菅野哲雄、政治家
- 10月22日 - 細谷保雄、プロ野球選手
- 10月23日 - 岸ユキ、女優・タレント
- 10月24日 - 中井和夫、歴史家
- 10月30日 - 大川栄策、演歌歌手
- 10月31日 - 岡部幸雄、元騎手

### 11月
- 11月2日 - 白井静雄、アナウンサー
- 11月2日 - 五十嵐文彦、政治家
- 11月3日 - 下斗米伸夫、国際政治学者
- 11月3日 - 髙田明、ジャパネットたかた創業者
- 11月3日 - 河村たかし、政治家
- 11月3日 - 柄本明、俳優・コメディアン
- 11月4日 - 栗田博憲、調教師
- 11月4日 - 安木祥二、元プロ野球選手
- 11月4日 - 高藤聡一郎、ライター、仙道・武術・気功法指導者、研究家
- 11月5日 - ルイズルイス加部、ミュージシャン、ザ・ゴールデン・カップス
- 11月5日 - 真鍋安政、プロ野球選手
- 11月6日 - 高垣義広、プロ野球選手
- 11月6日 - 松枝三男、プロ野球選手
- 11月9日 - 門野利治、プロ野球選手
- 11月10日 - 糸井重里、コピーライター
- 11月10日 - 真木洋子、女優（+ 2000年）
- 11月10日 - 加藤千速、政治家、実業家
- 11月12日 - 石橋正次、歌手、俳優
- 11月12日 - 黒姫山秀男、大相撲力士、元武隈親方（+ 2019年）
- 11月13日 - 由紀さおり、女優
- 11月14日 - 青葉城幸雄、元大相撲力士、元不知火親方
- 11月15日 - 平松邦夫、第18代大阪市長、元MBSアナウンサー
- 11月15日 - 湯木博恵、バドミントン選手（+ 2011年）
- 11月16日 - 増位山太志郎、演歌歌手、元大相撲力士、元三保ヶ関親方（+ 2025年）
- 11月17日 - 星ルイス、漫才師（星セント・ルイス）（+ 2005年）
- 11月18日 - 金剛正裕、元大相撲力士、元二所ノ関親方（+ 2014年）
- 11月20日 - 篠塚建次郎、ラリードライバー（+ 2024年）
- 11月22日 - 坂元裕一、政治家
- 11月23日 - 渡辺博敏、プロ野球選手
- 11月24日 - 沼田早苗、写真家
- 11月25日 - 市川準、映画監督、CMディレクター（+ 2008年）
- 11月29日 - 舛添要一、元政治家、元政治学者、元タレント

### 12月
- 12月2日 - 夏木ゆたか、タレント
- 12月3日 - 岡崎徹、俳優、歌手
- 12月3日 - 日森文尋、政治家（+ 2022年）
- 12月4日 - 川又千秋、小説家・SF作家
- 12月5日 - 篠田三郎、俳優
- 12月6日 - 菅義偉、政治家（第99代内閣総理大臣）
- 12月7日 - 森下洋子 - バレエダンサー
- 12月9日 - さいたまんぞう、歌手・タレント
- 12月10日 - 桂文珍、落語家
- 12月11日 - 谷村新司、歌手（+ 2023年）
- 12月14日 - 錦野旦、歌手・タレント
- 12月18日 - 福永洋一、元騎手
- 12月20日 - 内田光子、ピアニスト
- 12月24日 - こぼん、漫才師（おぼん・こぼん）
- 12月25日 - 阿部憲一、プロ野球選手
- 12月29日 - Mr.マリック、マジシャン

### 誕生日不明
- 天野恵一、社会運動家、評論家、編集者、反天皇制運動連絡会書記長
- 佐藤博史、弁護士
- 沼田まほかる、小説家
- 吉永元信、図書館員、教育者

## 死去
- 1月1日 - 今村明恒、地震学者（* 1870年）
- 1月19日 - 出口王仁三郎、大本（大本教）の実質上の教祖として知られる宗教家（* 1871年?）
- 1月21日 - 左近允尚正、元日本海軍中将（* 1890年）
- 2月11日 - 小林好日、国文学者（* 1886年）
- 3月6日 - 菊池寛、小説家・劇作家・文藝春秋創業者（* 1888年）
- 3月14日 - 千家元麿、詩人（* 1888年）
- 3月15日 - 山崎達之輔、政治家（* 1880年）
- 3月18日 - 中村梅玉 (3代目)、歌舞伎役者（* 1875年）
- 3月20日 - 大石倫治、衆議院議員（* 1877年）
- 3月25日 - 真山青果、劇作家（* 1878年）
- 3月27日 - 小山松吉、法学者（* 1869年）
- 3月31日 - 河内源一郎、科学者・実業家（* 1883年）
- 4月1日 - 三土忠造、元大蔵大臣・文部大臣・内務大臣（* 1871年）
- 4月17日 - 鈴木貫太郎、日本海軍軍人・第42代内閣総理大臣（* 1868年）
- 4月17日 - 深尾隆太郎、実業家（* 1877年）
- 4月20日 - 米内光政、海軍軍人・第37代内閣総理大臣（* 1880年）
- 5月21日 - 中野登美雄、法学者（* 1891年）
- 5月23日 - 美濃部達吉、法学者（* 1873年）
- 6月8日 - 安保清種、元海軍大臣（* 1870年）
- 6月8日 - 松本竣介、画家（* 1912年）
- 6月13日 - 太宰治、小説家（* 1909年）
- 7月15日 - 今井邦子、歌人（* 1890年）
- 7月18日 - 松平慶民、第13代宮内大臣・初代宮内府長官（* 1882年）
- 7月21日 - 小西重直、教育者（* 1875年）
- 8月2日 - 安達謙蔵、元逓信大臣・内務大臣（* 1864年）
- 8月10日 - 朝河貫一、歴史学者（* 1873年）
- 9月5日 - 種田虎雄、実業家・近畿日本鉄道初代社長（* 1883年）
- 9月9日 - 伊達順之助、大陸浪人・馬賊（* 1892年）
- 9月12日 - 二村定一、歌手（* 1900年）
- 9月20日 - 草川信、作曲家（* 1893年）
- 10月5日 - 大谷光瑞、浄土真宗本願寺派第22世門主（* 1876年）
- 10月9日 - 佐々弘雄、法学者・参議院議員（* 1897年）
- 10月10日 - 勝田主計、元大蔵大臣・文部大臣（* 1869年）
- 10月11日 - 岡本一平、漫画家（* 1886年）
- 10月13日 - 副島道正、実業家・国際オリンピック委員会委員（* 1871年）
- 11月1日 - 曾我廼家五郎、お笑い芸人（* 1877年）
- 11月28日 - 井上篤太郎、実業家・京王電気軌道（京王電鉄の前身）の実質的創業者（* 1859年）
- 12月3日 - 式守伊之助 (16代)、大相撲の立行司（* 1892年）
- 12月5日 - 横井福次郎、漫画家（* 1912年）
- 12月21日 - 額田六福、劇作家（* 1890年）
- 12月23日 - 東条英機、日本陸軍軍人・第40代内閣総理大臣（* 1884年）
- 12月23日 - 板垣征四郎、日本陸軍軍人・関東軍参謀長（* 1885年）
- 12月23日 - 木村兵太郎、日本陸軍軍人・関東軍参謀長・ビルマ方面軍司令官（* 1888年）
- 12月23日 - 土肥原賢二、日本陸軍軍人・第7方面・第1総軍司令官（* 1883年）
- 12月23日 - 広田弘毅、外交官・第32代内閣総理大臣（* 1878年）
- 12月23日 - 松井石根、日本陸軍軍人（* 1878年）
- 12月23日 - 武藤章、日本陸軍軍人（* 1892年）